# Kampong Ayer
 (février 2021).
Si vous disposez d'ouvrages ou d'articles de référence ou si vous connaissez des sites web de qualité traitant du thème abordé ici, merci de compléter l'article en donnant les références utiles à sa vérifiabilité et en les liant à la section « Notes et références ».
Kampong Ayer (du malais village sur l'eau) est un village sur pilotis, comptant 39 000 habitants, situé à proximité de la capitale du Sultanat du Brunei, Bandar Seri Begawan, dont elle est l'origine, dans un coude du fleuve Brunei. 
Les 4 000 maisons sur pilotis de Kampong Ayer constituent le cœur historique du Brunei. Il abrite des mosquées, des écoles, des supérettes, des cliniques mais il est petit à petit grignoté par l'urbanisation voulue par le sultan.
À Brunei où tout est sous le contrôle d'un seul homme, un îlot résiste doucement : le village flottant de Kampong Ayer, qui fut le cœur historique de la capitale pendant 1 400 ans. Depuis 1967, date de son arrivée au pouvoir, le sultan a entrepris une politique d'aménagement de cette Venise orientale qui s'est accélérée ces dernières années. Officiellement pour rénover la cité. Officieusement pour déloger les habitants, les disperser et éviter la propagation d'un mode de vie jugé « non conforme » aux traditions malaises et musulmanes.

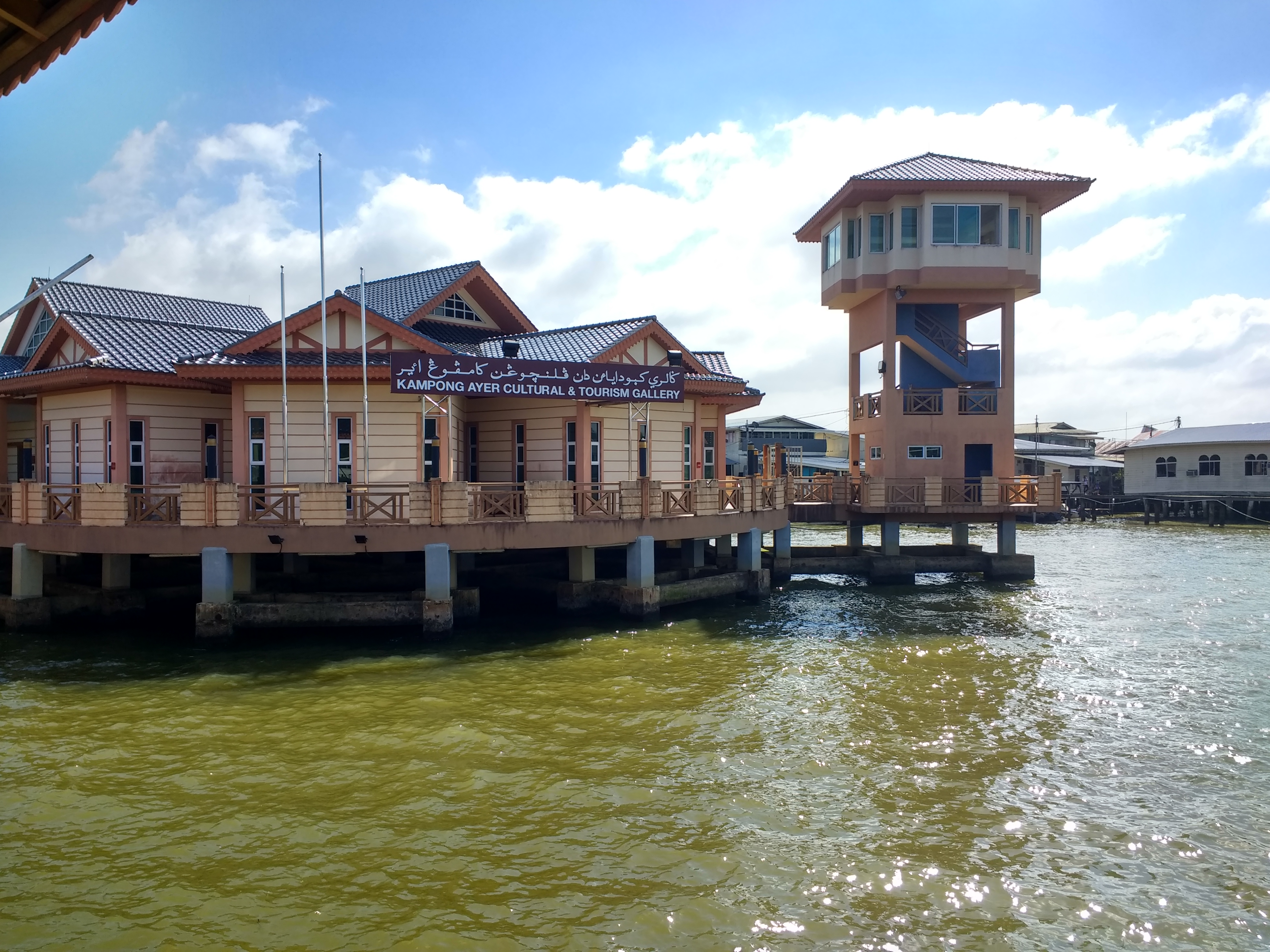